# Gaimardia amblyphylla
Gaimardia amblyphylla är en gräsväxtart som beskrevs av Winifred Mary Curtis. Gaimardia amblyphylla ingår i släktet Gaimardia och familjen Centrolepidaceae. Inga underarter finns listade i Catalogue of Life.